# Lexi Thompson
Alexis Noel Thompson (* 10. Februar 1995 in Coral Springs, Florida) ist eine US-amerikanische Profigolferin, die auf der LPGA Tour spielt.

## Professionelle Karriere
Sie war im Alter von 12 Jahren (2007) die bis dato jüngste Golferin, die sich für die U.S. Women's Open qualifiziert hat. Dieser Rekord wurde erst 2014 durch Lucy Li (11 Jahre) eingestellt. Ihre professionelle Karriere hat sie mit 15 im Juni 2010 gestartet. Am 18. September 2011 stellte sie zusätzlich den Rekord für die jüngste Gewinnerin eines LPGA-Turniers mit 16 Jahren und 7 Monaten auf. Sie gewann die Navistar LPGA Classic. Thompson nahm an zwei Olympischen Spielen teil. Bei den Olympischen Spielen 2016 in Rio de Janeiro belegte sie den 19. Platz, bei den 2021 ausgetragenen Spielen 2020 in Tokio erreichte sie Rang 33.
Am 29. Mai 2024 gab Thompson bekannt, sich vom Vollzeit-Profigolf zurückzuziehen. Das heißt nicht, dass sie ihre Karriere komplett beende. Sie werde weiterhin ausgewählte Profiturniere spielen.